# Rodney District
Der Rodney District war eine Verwaltungseinheit in der ehemaligen Region Auckland im Norden der Nordinsel von Neuseeland. Der Verwaltungssitz lag in der Ortschaft Orewa. Im November 2010 wurde der Distrikt aufgelöst und in den neu gebildeten Auckland Council integriert.

## Geographie
Der ehemalige Rodney District erstreckte sich vom Kaipara District im Norden bis zur ehemaligen Waitakere City und North Shore City im Süden. Westlich grenzte die Tasmansee an und im Osten der Hauraki Gulf. Zur Volkszählung im Jahr 2006 zählte der Distrikt 89.559 Einwohner.

## Geschichte
Auf Basis des Local Government Act 1974 wurde der Rodney District 1989 durch die Zusammenlegung des Helensville Borough und des Rodney County Council neu gebildet. Zu jener Zeit war Neuseeland verwaltungstechnisch noch in Counties, Towns und Boroughs organisiert und unterteilt. Das Gesetz, machte es der damaligen Labour-Regierung möglich auf 850 unterschiedlichen Verwaltungseinheiten 86 zu schaffen. In einer Verwaltungsreform im Jahr 2000 wurde die regionale Verwaltungen noch einmal neu geordnet. Übrig blieben 11 reine Regionale Councils, 12 City Councils und 54 District Councils. Am 1. November 2010 wurde dann der Auckland Regional Council mit sieben Territorial Authority (Gebietskörperschaften) zusammengelegt und der Auckland Council gebildet. der Rodney District gehört zu den Sieben.

## Der ehemalige Distrikt heute
Der ehemalige Rodney District wird heute als ein Stadtteil vom Auckland Council mit einem eigenen und mit neun gewählten politischen Vertretern ausgestatteten Local Board geführt. Dieser kümmert sich um lokale Angelegenheiten.